# Mohamed Al-Jawad
Mohamed Abd Al-Jawad (in arabo محمد عبد الجواد‎?; Gedda, 28 novembre 1962) è un ex calciatore saudita, di ruolo difensore.

## Carriera
Con la Nazionale Al-Jawad ha disputato 103 incontri ufficiali, andando a segno in 4 occasioni. Prese parte ai Mondiali statunitensi del 1994.

## Palmarès

### Club

#### Competizioni nazionali
- Campionato saudita: 1

Al-Ahli: 1983-1984
- Coppa del Re saudita: 1

Al-Ahli: 1982-1983

#### Competizioni internazionali
- Coppa dei Campioni del Golfo: 1

Al-Ahli: 1985

### Nazionale
- Coppa d'Asia: 2

1984, 1988